# Calytrix breviseta
Calytrix breviseta är en myrtenväxtart som beskrevs av John Lindley. Calytrix breviseta ingår i släktet Calytrix och familjen myrtenväxter.

## Underarter
Arten delas in i följande underarter:
- C. b. breviseta
- C. b. stipulosa